# エドワード・ヴェサラ

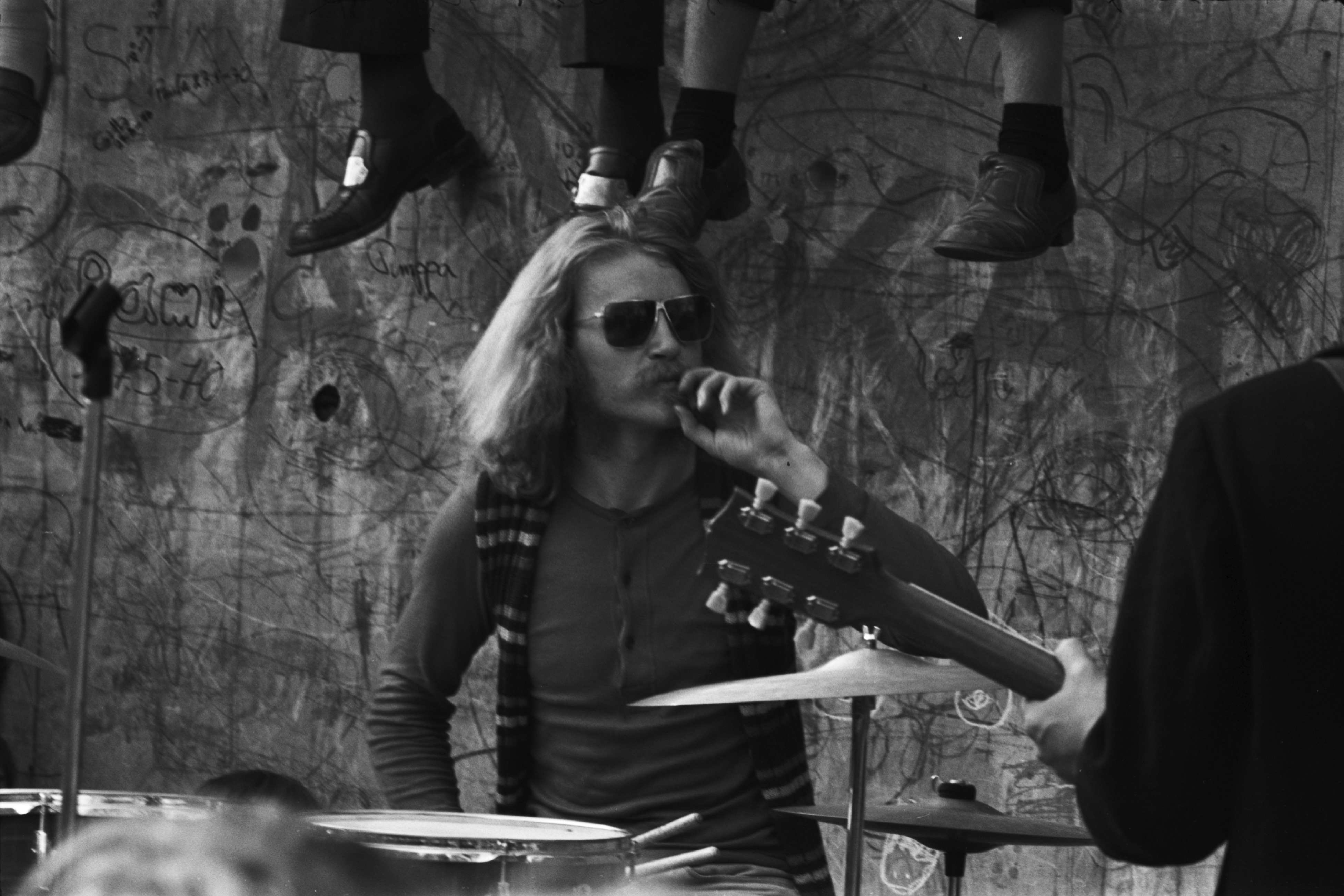
エドワード・ヴェサラ（1970年）

エドワード・ヴェサラ（Edward Vesala、本名マルティ・ヴェサラ、1945年2月15日 - 1999年12月4日）は、フィンランドのアヴァンギャルド・ジャズ・ドラマー。

## 略歴
マンチュハルユで生まれた彼は、1960年代にブルース・セクションやアポロなどのバンドでジャズやロックを演奏し始めた。1970年代には、ポーランドのトランペット奏者トーマス・スタンコとサックス奏者のトマシュ・シュカルスキとのカルテットである自身のジャズ・グループを率い、トト・ブランケのエレクトリック・サーカスと共演し、ノルウェーのサックス奏者ヤン・ガルバレクと録音した。1980年代と1990年代に、ヴェサラはジャズ、クラシック音楽、タンゴ、民俗音楽を組み合わせた自作のアルバムを数枚、自身のグループ「サウンド・アンド・フューリー」（主にヴェサラの生徒で構成された約10人の奏者からなるアンサンブル）と録音した。サウンド・アンド・フューリーの著名な演奏家には、サックス奏者のヨルマ・タピオとペパ・ペイヴィネン、ギタリストのラウル・ビョルケンハイムとジミ・スメン、そしてハープ奏者でキーボード奏者のイロ・ハールラ（ヴェサラの妻）が含まれていた。
ヴェサラはフィンランドのイレーンでうっ血性心不全のため54歳で亡くなった。

## ディスコグラフィ

### リーダー・アルバム
- 『ザ・ウェイ・オブ・ヴェサラ』 - Nan Madol (1974年、ECM)
- 『スター・フライト』 - Satu (1977年、ECM)
- Heavy Life (1980年、Leo)
- Lumi (1986年、ECM)
- Ode to the Death of Jazz (1989年、ECM)

### エドワード・ヴェサラ・サウンド・アンド・フューリー
- Invisible Storm (1991年、ECM)
- Nordic Gallery (1994年、ECM)
- Pulsacion (2013年、Ektro)
- Thundering Of Dawn (2018年、Karkia Mistika)

### 参加アルバム
ヤン・ガルバレク
- Triptykon (1973年、ECM)

トーマス・スタンコ
- TWET (Polish Jazz vol. 39) (1974年、Polskie Nagrania Muza)
- 『バラディナ』 - Balladyna (1976年、ECM)
- Live at Remont (1976年、Helicon)
- Almost Green (1978年、Leo)

ケニー・ホイーラー
- 『アラウンド6』 - Around 6 (1979年、ECM)